# Horváthite-(Y)
L'horváthite-(Y) è un minerale.